# Ierland op het Eurovisiesongfestival 1993
Ierland nam deel aan het Eurovisiesongfestival 1993 in Millstreet, Ierland.
Het was de 27ste deelname van Ierland aan het festival.
De nationale omroep RTE was verantwoordelijk voor de bijdrage van Ierland voor 1993.

## Selectieprocedure
De Ierse Nationale finale werd gehouden op 14 maart 1993 en werd uitgezonden door de RTÉ, gepresenteerd door Pat Kenny.
Acht acts deden mee in de finale en de winnaar werd gekozen door 10 regionale jury's..

| Volgorde | Artiest          | Lied                           | Punten | Plaats |
| -------- | ---------------- | ------------------------------ | ------ | ------ |
| 1        | Niamh Kavanagh   | "In your eyes"                 | 118    | 1      |
| 2        | Suzanne Bushnell | "Long Gone"                    | 54     | 7      |
| 3        | Patricia Roe     | "If You Changed Your Mind"     | 75     | 3      |
| 4        | Róisín Ní hAodha | "Mo Mhúirnín Óg"               | 34     | 8      |
| 5        | Champ            | "2nd Time Around"              | 79     | 2      |
| 6        | Off The Record   | "Hold Out"                     | 61     | 6      |
| 7        | Dav McNamara     | "Stay"                         | 67     | 4      |
| 8        | Perfect Timing   | "Why Aren't We Talking Anyway" | 62     | 5      |

## In Ierland
In hun thuisland moest Ierland aantreden als 14de, na Zweden en voor Luxemburg.
Op het einde van de puntentelling bleek dat Ierland 1ste was geworden met 187 punten. Het was de vijfde overwinning van het land op het festival.
Men ontving 7 keer het maximum van de punten.
Nederland en België gaven respectievelijk 10 en 2 punten voor deze inzending.

### Gekregen punten

#### Finale
| 12 punten                                                                            | 10 punten                        | 8 punten                             | 7 punten             | 6 punten                                        |
| ------------------------------------------------------------------------------------ | -------------------------------- | ------------------------------------ | -------------------- | ----------------------------------------------- |
| - Italië - Malta - Noorwegen - Slovenië - Verenigd Koninkrijk - Zweden - Zwitserland | - Frankrijk - Nederland - Spanje | - Bosnië en Herzegovina - Oostenrijk | - Cyprus - Luxemburg | - Denemarken - Griekenland - Kroatië - Portugal |
| 5 punten                                                                             | 4 punten                         | 3 punten                             | 2 punten             | 1 punt                                          |
| - Duitsland - Israël                                                                 |                                  | - Finland - IJsland                  | - België             | - Turkije                                       |

### Punten gegeven door Ierland

#### Finale
Punten gegeven in de finale:
| 12 punten | Nederland             |
| 10 punten | Frankrijk             |
| 8 punten  | Verenigd Koninkrijk   |
| 7 punten  | Zwitserland           |
| 6 punten  | Oostenrijk            |
| 5 punten  | Noorwegen             |
| 4 punten  | Duitsland             |
| 3 punten  | Bosnië en Herzegovina |
| 2 punten  | Malta                 |
| 1 punt    | IJsland               |

1965 · 1966 · 1967 · 1968 · 1969 · 1970 · 1971 · 1972 · 1973 · 1974 · 1975 · 1976 · 1977 · 1978 · 1979 · 1980 · 1981 · 1982 · 1983 · 1984 · 1985 · 1986 · 1987 · 1988 · 1989 · 1990 · 1991 · 1992 · 1993 · 1994 · 1995 · 1996 · 1997 · 1998 · 1999 · 2000 · 2001 · 2002 · 2003 · 2004 · 2005 · 2006 · 2007 · 2008 · 2009 · 2010 · 2011 · 2012 · 2013 · 2014 · 2015 · 2016 · 2017 · 2018 · 2019 · 2020 · 2021 · 2022 · 2023 · 2024 · 2025